# Guillaume de Beaumont-au-Maine
Guillaume de Beaumont-au-Maine, évêque d'Angers, fils de Richard Ier de Beaumont et de Luce de Laigle. 

## Famille
```
Henri
 
I
er
 d'Angleterre

│
├──> 
Mathilde
, femme de 
Geoffroy Plantagenet

│    │
│    └──> 
Henri
 
II
 d'Angleterre

│
├──> Constance, fille bâtarde 
│    x 
Roscelin de Beaumont

│    │
│    └──> 
Richard
 
I
er
 de Beaumont

│    │    x 
Luce de Laigle

│    │    │
│    │    └──> 
Raoul
 
VIII
 de Beaumont

│    │    │
│    │    └──> 
Guillaume de Beaumont
, évêque d'Angers
│    │    │
│    │    └──> 
Ermengarde de Beaumont
, reine d'
Écosse

│    │    │     x 
Guillaume
 
I
er
 d'Écosse

│    │    │
│    │    └──> 
Constance de Beaumont

│    │    │    x 
Roger
 
IV
 de Tosny

│    │    │
│    │    └──> Pétronille de Beaumont
│    │         x 
Alain d'Avaugour

│    │
│    └──> 
Raoul de Beaumont
, évêque d'Angers
│
```

Les rois d'Angleterre affectèrent toujours de mettre en évidence cette parenté pour s'attacher les vicomtes de Beaumont, et fortifièrent ces liens par de nombreuses faveurs, entre autres par la provision de l'évêché d'Angers dont ils gratifièrent deux des fils des vicomtes.

## Biographie
Il est né en 1177, l'année même où son oncle Raoul montait sur le même siège. Gilles Ménage, et ceux qui l'ont suivi, le font fils d'Herbert, de la branche de Montreveau. G. Dubois, dans son Étude sur Guillaume des Roches, s'était bien aperçu de cette erreur, mais sans pousser plus loin ses investigations qui le détournaient de son sujet. L'enfant fut élevé sous les yeux du prélat et profita de ses leçons.
La famille de Beaumont restait toujours attachée aux intérêts des rois d'Angleterre, ses alliés par le sang et qui cherchaient par tous les moyens à la gagner de plus en plus. Guillaume de Chemillé, évêque d'Angers, démissionna en 1200. Jean sans Terre, déjà en lutte avec Philippe-Auguste, se hâta d'écrire au chapitre que, ne pouvant assister en personne à l'élection du successeur, il leur envoyait Guillaume des Roches et Guérin de Glapion, sénéchaux d'Anjou et du Maine, pour l'informer de ses intentions, qui concernaient certainement l'élection de Guillaume de Beaumont. 
Les chanoines n'obéirent point à cette injonction et gagnèrent du temps. Raoul VIII de Beaumont, qui n'était point sénéchal d'Anjou, comme le croit Célestin Port, alla néanmoins à Rome cautionné d'argent par le roi pour avancer les affaires de l'élection. À son retour, il fut adjoint à Guillaume des Roches et à Guérin de Glapion pour transmettre au chapitre les intentions du roi. « Croyez, disait le souverain, ce qu'ils vous diront, et faites-le dans votre intérêt. » Guillaume fut élu en juillet 1202, et consacré le 23 septembre 1203. Il avait vingt-cinq ans. Il s'occupa, pendant trente-huit ans, de l'administration de son diocèse et ne fut pas sans influence dans les affaires de l'État. On peut le compter parmi les auxiliaires de saint Louis.
Il contribua beaucoup à organiser l'hôpital Saint-Jean-l'Évangéliste d'Angers, réglant en particulier ce qui concernait l'élection des prieurs, s'intéressa à l'abbaye de Mélinais à laquelle il procura le bénéfice de la Chapelle-Louet, favorisa aussi l'abbaye de Bellebranche, l'abbaye de Chaloché, l'abbaye de la Haye aux Bonhommes, auxquels il unit le Prieuré de la Primaudière, l'abbaye de la Roë à laquelle il donna la paroisse d'Aubigné. 
Il assista au concile de Château-Gontier, qui n'est pas indiqué par Maan, présida à la sépulture de Guillaume des Roches, en 1222, fit hommage à Philippe-Auguste pour le temporel de son évêché, sous la réserve que si le comté était jamais aliéné par la couronne l'hommage ne serait pas dû au comte (Célestin Port dit précisément le contraire), novembre 1223. Il unit des églises paroissiales à l'archidiaconé d'Outre-Maine, aux archiprêtrés et doyennés ruraux, 1224 ; obtint de saint Louis 900 livres en réparation des dommages causés aux domaines de l'évêché par les nouvelles fortifications de la ville et du château d'Angers, 1232 ; fit un concordat avec Macé de Romfort pour les cens à percevoir au faubourg et dans la rue de Romfort ; accorda au chapitre une partie du palais épiscopal pour y construire la chapelle Saint-Michel, 1236 ; et rédigea une ordonnance qui peut être regardée comme le premier rudiment des statuts synodaux du diocèse.
Il consacra un grand nombre d'églises, parmi lesquelles on connaît : Saint-Pierre d'Angers, la Boissière, Saint-Nicolas de Craon, Chaloché, Villeneuve, le chœur de la cathédrale Saint-Maurice d'Angers. Notons enfin qu'il introduisit dans l'Anjou : les Templiers, les Franciscains, les Dominicains, imitant en cela Raoul, son oncle, qui avait procuré l'établissement des religieux de Grandmont et des Frères de l'aumônerie, et complétant son œuvre. 
Frappé de paralysie en 1236, Guillaume fut inhumé le 2 septembre 1240. Sa tombe était décorée de sa statue en cuivre avec les vers suivants, à doubles rimes, qui font son éloge et donnent la date de son décès et les années de son pontificat. Le martyrologe du chapitre fait aussi son éloge.

## Armoiries
Célestin Port a répèté ce qu'il a dit au sujet des armes de Raoul de Beaumont, c'est-à-dire qu'elles étaient au lion ravissant ou « des vicomtes de Beaumont d'Anjou depuis le mariage du neveu de saint Louis avec l'héritière de Beaumont le Vicomte. » Mais Guillaume de Beaumont n'était point de Beaumont-Brienne, il ne peut avoir ces armes que parce que son tombeau ne fut érigé qu'assez longtemps après sa mort.

### Source
- Abbé Angot, « Les vicomtes du Maine », dans Bulletin de la Commission historique et archéologique de la Mayenne, 1914, n° 30, p. 180-232, 320-342, 404-424. .